# لورانس باين (ممثل)
لورانس باين هو ممثل كندي، ولد في 11 نوفمبر 1960 في كندا.

## وصلات خارجية
- لورانس باين على موقع IMDb (الإنجليزية)
- لورانس باين على موقع ألو سيني (الفرنسية)
- لورانس باين على موقع أول موفي (الإنجليزية)
- لورانس باين على موقع قاعدة بيانات الأفلام السويدية (السويدية)
- لورانس باين على موقع قاعدة بيانات الفيلم (الإنجليزية)
- لورانس باين على موقع كينوبويسك (الروسية)